# Oito Testemunhas
As oito testemunhas do Livro de Mórmon, de acordo com a crença dos Santos dos Últimos Dias, são as oito pessoas convidadas por Joseph Smith Jr para que vissem as placas de ouro mostradas a ele pelo anjo Morôni, para que assim fossem testemunhas especiais da veracidade e divindade do Livro de Mórmon.
Nelas estariam escritas as narrações e registros da comunicação de Deus com os antigos habitantes das Américas e a plenitude do evangelho eterno. Mais tarde este registro nas placas seria traduzido por Joseph Smith Jr pelo dom e poder de Deus, dando origem ao Livro de Mórmon. Cada testemunha tocou o volume, folheando as páginas que não estivessem seladas.
Esta é o seu testemunho, que serve de introdução ao Livro de Mórmon:
Depoimento das Oito testemunhas
Saibam todas as nações, tribos, línguas e povos a quem esta obra chegar, que Joseph Smith, Jr., o tradutor desta obra, mostrou-nos as placas mencionadas, que têm a aparência de ouro; e que manuseamos tantas páginas quantas o dito Smith traduziu; e que também vimos as gravações que elas contêm, as quais nos parecem ser uma obra antiga e de execução esmerada. E isto testemunhamos solenemente: que o dito Smith nos mostrou as placas, pois nós as vimos e seguramos; e sabemos com certeza que o dito Smith possui as placas de que falamos. E damos nossos nomes ao mundo para testificarmos ao mundo o que vimos. E não mentimos, Deus sendo testemunha disto.
- Christian Whitmer
- Hiram Page
- Jacob Whitmer
- Joseph Smith Sr
- Peter Whitmer Jr
- Hyrum Smith
- John Whitmer
- Samuel H. Smith

| As Oito Testemunhas                                                           |
| Hyrum Smith Joseph Smith Sr. Samuel Harrison Smith Jacob Whitmer John Whitmer |
| (não mostrado: Hiram Page, Christian Whitmer e Peter Whitmer Jr.)             |